# ナウロクス沖の海戦

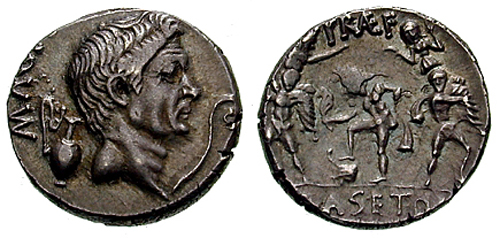
セクストゥス・ポンペイウスが鋳されたコイン

ナウロクス沖の海戦（ナウロクスおきのかいせん、英: Battle of Naulochus）は、紀元前36年9月3日に反カエサルを貫いたセクストゥス・ポンペイウスと、カエサル派であったオクタウィウスとアグリッパを主力とする共和政ローマとの海戦。シチリア島ナウロクス沖で戦われたため、この名がある。

## 概略
紀元前43年11月、カエサル暗殺後の動乱の中、いずれもカエサル派のオクタウィアヌス、マルクス・アントニウス、マルクス・アエミリウス・レピドゥスの3人は、「国家再建三人委員会」（trēs virī reī pūblicae cōnstituendae 国家を確立するための3人）を正式な公職としてたちあげ、第二回三頭政治を樹立させて、オクタウィアヌスはイタリア以西、アントニウスはギリシア以東のヘレニズム世界、レピドゥスはエジプトを除くアフリカを分担支配した。
セクストゥス・ポンペイウスは、カエサル・ポンペイウス戦争において紀元前48年9月にエジプトのプトレマイオス13世の側近によって殺害されたグナエウス・ポンペイウスの次男である。セクストゥスは、ユリウス・カエサル独裁後も反カエサルを貫き、第二回三頭政治にも反対してシチリア島を本拠にイタリア半島を海上封鎖した。
これにより、共和国ローマとセクストゥスは紀元前38年より戦争状態となった（シチリア戦争）。海上封鎖をつづける最後の反カエサル派セクストゥスに対し、オクタウィアヌスは軍を差し向けたが大敗した。その後、ナウロクス沖の戦いで、マルクス・アントニウスの支援とオクタウィアヌス腹心の部下マルクス・ウィプサニウス・アグリッパの活躍により 紀元前36年9月3日セクストゥス軍を撃破した。なお、アントニウスがオクタウィアヌスの援軍に応じたのは、カエサルが成し得なかった自身のパルティア遠征勝利のため、オクタウィアヌスに貸しを作ろうとしたからであろうと推測されている。この直後レピドゥスが打倒オクタウィアヌスを企てシチリア島を独占しようとしたものの、部下がオクタウィアヌスに通じて失敗、同年中に失脚した。
その後、セクストゥス・ポンペイウスは、紀元前35年に小アジア西海岸のミレトスで捕らえられ、処刑された。